# Іссаквена (округ, Міссісіпі)
Шаблон:StateAbbr_ 32°44′ пн. ш. 90°59′ зх. д. / 32.74° пн. ш. 90.99° зх. д.
Округ  Іссаквена (англ. Issaquena County) — округ (графство) у штаті Міссісіпі, США. Ідентифікатор округу 28055.

## Історія
Округ утворений 1844 року.

## Демографія
За даними перепису 
2000 року 
загальне населення округу становило 2274 осіб, усе сільське.
Серед мешканців округу чоловіків було 1209, а жінок — 1065. В окрузі було 726 домогосподарств, 510 родин, які мешкали в 877 будинках.
Середній розмір родини становив 3,37.
Віковий розподіл населення поданий у таблиці:
| Стать    | До 15 років | 15-21 | 22-29 | 30-39 | 40-49 | 50-65 | 65-85 | Понад 85 |
| -------- | ----------- | ----- | ----- | ----- | ----- | ----- | ----- | -------- |
| Чоловіки | 225         | 152   | 154   | 213   | 196   | 160   | 102   | 7        |
| Жінки    | 284         | 114   | 109   | 148   | 120   | 155   | 119   | 16       |

## Суміжні округи
- Вашингтон — північ
- Шаркі — північний схід
- Язу — схід
- Воррен — південь
- Іст-Керролл, Луїзіана — захід
- Шико, Арканзас — північний захід

## Виноски
1. ↑  U.S. Decennial Census. United States Census Bureau. Архів оригіналу за 26 квітня 2015. Процитовано 4 листопада 2014.
2. ↑  Historical Census Browser. University of Virginia Library. Архів оригіналу за 11 серпня 2012. Процитовано 4 листопада 2014.
3. ↑  Population of Counties by Decennial Census: 1900 to 1990. United States Census Bureau. Архів оригіналу за 28 грудня 2014. Процитовано 4 листопада 2014.
4. ↑  Census 2000 PHC-T-4. Ranking Tables for Counties: 1990 and 2000 (PDF). United States Census Bureau. Архів оригіналу (PDF) за 18 грудня 2014. Процитовано 4 листопада 2014.
5. ↑  State & County QuickFacts. United States Census Bureau. Архів оригіналу за 7 червня 2011. Процитовано 3 вересня 2013. [Архівовано 2011-06-07 у Wayback Machine.](англ.) Наведено за англійською вікіпедією.
6. ↑  American FactFinder. Бюро перепису населення США. Архів оригіналу за 26 лютого 2012. Процитовано 31 січня 2008. [Архівовано 2008-05-21 у Wayback Machine.]

| США | Це незавершена стаття з географії США. Ви можете допомогти проєкту, виправивши або дописавши її. |